# Супердупермен
«Супердупермен» (англ. Superduperman) — сатирична історія Гарві Курцмана та Воллі Вуда, опублікована в четвертому номері Mad (квітень-травень 1953). Викликаючи як Супермена, так і Капітана Марвела, це революціонізувало типи історій у Mad, що призвело до значного покращення продажів. Такі письменники, як Алан Мур, назвали цю історію впливом.

## Персонажі та історія
Сюжет збігається зі сценарієм Супермена того періоду: «Кларк Бент» — скромний помічник розписника газети The Daily Dirt, де він безуспішно намагається залицятися до огидної «Лоїс Пейн». Тим часом вулицями міста людей переслідує «невідомий монстр». Бент перетворюється на Супердупермена, щоб допомогти врятувати ситуацію, але «хлопчик-репортер Біллі Спафон» виявляє себе монстром, «Капітаном Марблзом». Супердупермен не може завдати шкоди капітану Марблу, доки він не спровокує Марблза вдарити себе по голові. Сподіваючись, що цієї перемоги буде достатньо, щоб схилити Пейна, він відкриває своє альтер-его, щоб знову бути відкинутим; історія завершується висловом Пейна: «Одного разу плаз, завжди плаз».
Сценарій Курцмана руйнує чудовий образ супергероя. Кларк Бент використовує свій рентгенівський зір, щоб зазирнути в жіночу ванну кімнату, а капітан Марблз покинув добрі справи в гонитві за грошима. Конфлікт між двома персонажами також пародіює National Comics Publications, Inc. v. Fawcett Publications, Inc.

## Рецепція
До Mad№4 журнал не був одним із найбільш продаваних видань EC, але «Супердупермен» революціонізував їх формат і призвів до успіху в продажах. У своїй книзі Комікси, манга та графічні новели: історія графічних наративів Роберт Петерсен зауважує: «У квітні 1953 року Mad №4 включив пародію на Супермена, «Супердупермен», яка породила нову формулу, яка значно підвищила популярність нового журналу. Замість широкого висміювання жанру коміксів, «Супердупермен» зосередився на конкретному та впізнаваному коміксному персонажі». Через пародію National, власники авторських прав на Супермена, погрожували подати до суду. У EC і National був спільний адвокат, який порадив Ґейнсу припинити публікацію пародій. Поки Ґейнс зважував цю пораду, Курцман знайшов юридичний прецедент, який підтверджував право його та Mad на публікацію. Ґейнс найняв автора цього прецеденту, щоб він написав короткий запис, що обґрунтовує позицію EC, але спільний юрист компаній не погодився, ставши замість EC на сторону National. Ґейнс проконсультувався з третім юристом, який порадив йому просто ігнорувати погрозу та продовжувати публікувати пародії. National так і не подав позов, і це юридичне прикриття, яке стало основою для нового редакційного напряму Курцмана, стало основою гумору Mad.
Після однойменної восьмисторінкової історії в Mad №4 персонаж з'явився епізодично в пародії на коміксі «Папай» - «Пупай» (Mad "21). У 1968 році Mad і DC Comics стали частиною одного корпоративного конгломерату, але це не завадило журналу публікувати пародії серії фільмів про Супермена, включаючи Супердупермена (Mad №208, липень 1979), Супердупермена II (Mad №226, жовтень 1981) і Ступормен ZZZ (Mad №243, грудень 1983).

## Вплив
Ця історія вплинула на Алана Мура під час створення Вартових. Мур сказав: «Ми хотіли розвернути Супердупермена на 180 градусів – як образ драматичний, а не комедійний», але це також вплинуло на мистецтво: «Я думаю, що ми, мабуть, зупинилися на стилі «Супердупермена» Воллі Вуда. Ви знаєте, супергероїка, багато деталей, важкий чорний колір, характерний стиль». Коли його запитали про вплив Суперлюдей на його творчість, наприклад, на попередній Марвелмен, Мур відповів: «Я б все одно сказав, що «Супердупермен» Гарві Курцмана, ймовірно, мав попередній вплив». Більш детально він розповів про це у книзі «Кімота!, Чудодійний супутник»:
Пам'ятаю, я був настільки вражений історією "Супердупермена", що одразу ж почав думати - мені було 11 років, пам'ятаєте, тож це був би просто комікс для моєї власної забави - але я подумав, що, можливо, я міг би зробити пародійну історію про Марвелмена. Для мого 11-річного розуму це була чесна гра. Я хотів зробити пародійну історію про супергероя, таку ж смішну, як "Супердупермен", але подумав, що буде краще, якщо я зроблю її про англійського супергероя".
Історія також вплине на Джона Шелтона Лоуренса. У дитинстві він одягався як супергерой і втрапляв у халепу, але «проте розуміння суперздібностей дозріло, коли він прочитав «Супердупермен» журналу Mad на початку 1950-х років. Цей підлітковий скептицизм переріс у кар’єру викладача філософії, що призвело до його нинішньої посади професора філософії, почесного професора Морнінгсайдського коледжу в Айові. З Робертом Джевертом він розвинув підозру, що справедлива позиція Америки у світі часто проєктує історію самовідданого хрестоносця, який може чисто використовувати надздібності, щоб врятувати невинних». Ці ідеї були розширені в їхніх книгах «Американський мономіф» (1977), «Міф про американського супергероя» (2002) та «Капітан Америка і хрестовий похід проти зла: дилема ревного націоналізму» (2003).
У 1956 році Ерні Ковач зробив скетч-пародію на Суперклод, яка мала певну схожість з версією Курцмана; Ковач також був дописувачем журналу Mad.
Того ж року Warner Bros випустили власну пародію Stupor Duck, яка була ще одним із серії мультфільмів, де Даффі Дак створював пародію на іншого персонажа. У цій історії «Клак Трент» бореться проти суперлиходія «Аардварка Ратніка», хоча ані Клак Трент, ані Ступор Дак не знають, що Ратнік — це просто персонаж телешоу.
У 1963 році Дон Ґлут зняв фанатський фільм про Супердупермена і зіграв у ньому роль.

## Зовнішні посилання
- Superduperman, from Mad #4 at the Wayback Machine (archived March 17, 2011)
- Superduperman(англ.) на сайті Comic Book DB
- Superduperman at Comic Vine